# 157P/Триттона
Комета Триттона (157P/Tritton) — короткопериодическая комета из семейства Юпитера, которая была обнаружена 11 февраля 1978 года американским астрономом Китом Триттоном с помощью 1,2-метрового телескопа Шмидта обсерватории Сайдинг-Спринг. Комета выглядела как диффузный объект 20,0 m звёздной величины, со слабо различимым ядром в центре и небольшим хвостом. Комета обладает довольно коротким периодом обращения вокруг Солнца — чуть более 6,3 года.

Орбита кометы Триттона и её положение в Солнечной системе

## История наблюдений
Первая эллиптическая орбиты, была рассчитана М. П. Кэнди на основании наблюдений кометы 11, 13 и 15 февраля. Согласно этим расчётам комета прошла перигелий 30 октября 1977 года и обладала периодом обращения 7,3 года. Расчёт, проведённые Брайаном Марсденом, определяли дату перигелия 28 октября, а длительность периода обращения в 6,33 года. Также он указывал на возможную вспышку яркости, которую комета пережила 15 февраля, что способствовало увеличению её магнитуды до 19,0 m. Лунный свет сделал невозможным наблюдение кометы в конце февраля, однако 10 марта Дж.Х. Балджер из Гарвардской обсерватории удалось обнаружить комету вновь. Затем она наблюдалась ещё трижды: 11, 13 и 14 марта, после чего исчезла окончательно. Проведённых наблюдений оказалось недостаточно, чтобы обнаружить комету во время её ожидаемых возвращений 1984, 1990 и 1996 годах и на несколько десятилетий комета была утеряна.
Когда в августе 1994 года Международный астрономический союз ввел новую систему обозначения комет, эта комета получила обозначение "D", присваивающейся кометам, шансы обнаружить которые крайне малы. Тем не менее, на протяжении всего этого времени попытки различных астрономов обнаружить комету не прекращались, пока в 2003 году не увенчались успехом. 5 мая 1999 года Сюити Накано предсказал дату очередного возвращения кометы, 4 марта 2003 года. И, хотя на протяжении первых семи месяцев никаких данных о комете не поступало, астрономы не прекращали поиски. Так продолжалось, пока американский астроном-любитель Чарльз Джулз не обнаружил быстро движущийся объект на ПЗС-изображениях, полученных 6 октября с помощью 0,12-метрового рефрактора. А его коллега Пауло Ольворсем, анализируя эти снимки, выявил у объекта кому в 2 ' угловые минуты поперечником и короткий хвост, длинной в 1,5 ' угловые минуты. В течение суток, после того как об этом стало известно, кометная природа объекта было подтверждена многочисленными наблюдениями других астрономов по всему миру. Немецкий астроном Себастьян Хёниг отметил её сходство с потерянной кометой Триттона, а Брайан Марсден к 7 октября смог окончательно доказать их идентичность. Текущее положение кометы указывало на то, что прогноз требовал корректировки более чем на шесть месяцев, — фактической датой перигелия являлось 24 сентября.

## Сближения с планетами
Комета является частым гостем в окрестностях Земли, — в XX веке тесных сближений с нашей планетой у неё было шесть. Кроме того было ещё несколько сближений с Юпитером, который приводили к заметным изменениям орбиты данного тела. В течение XXI века комета подойдёт к Земле всего дважды, зато трижды сблизится с Юпитером и даже один раз с Марсом.
- 0,66 а. е. от Земли 13 января 1920 года;
- 0,50 а. е. от Земли 8 декабря 1932 года;
- 0,32 а. е. от Юпитера 8 мая 1937 года;
  - уменьшение расстояния перигелия с 1,43 а. е. до 1,32 а. е.;
  - уменьшение орбитального периода с 6,54 до 6,23 лет;
- 0,48 а. е. от Юпитера 11 апреля 1948 года;
  - увеличение расстояния перигелия с 1,32 а. е. до 1,4 а. е.;
  - увеличение орбитального периода с 6,23 до 6,39 лет;
- 0,46 а. е. от Земли 13 декабря 1951 года;
- 0,76 а. е. от Земли 22 января 1965 года;
- 0,86 а. е. от Земли 30 января 1978 года;
- 0,94 а. е. от Земли 5 февраля 1991 года;
- 0,98 а. е. от Земли 28 октября 2009 года;
- 0,26 а. е. от Юпитера 10 февраля 2020 года;
  - увеличение расстояния перигелия с 1,36 а. е. до 1,57 а. е.;
  - увеличение орбитального периода с 6,29 до 6,67 лет;
- 0,52 а. е. от Юпитера 19 сентября 2067 года;
- 0,43 а. е. от Земли 22 декабря 2075 года;
- 0,50 а. е. от Юпитера 24 декабря 2078 года;
- 0,00 а. е. от Марса 13 ноября 2088 года.